# Betonaggressivität
Der Begriff Betonaggressivität beschreibt die Eigenschaft von Grundwasser, Beton und den gegebenenfalls darin enthaltenen Stahl anzugreifen. Unter Einwirkung von bestimmten Wasserinhaltsstoffen treten an diesen Baustoffen Zersetzungen auf, die zu beträchtlichen Gebäudeschäden führen können.

## Merkmale
Weiches Wasser enthält nur wenige gelöste Inhaltsstoffe und löst daher Kalkverbindungen aus Beton. Die Menge der in Wasser gelösten Inhaltsstoffe wird durch den Härtegrad erfasst. Bei der Weichwasserkorrosion (< 8 Grad deutscher Gesamthärte) wird Calciumhydroxid gelöst und ausgewaschen. Verstärkt werden die Lösungsprozesse von Kalkverbindungen bei pH-Werten < 7, da zusätzlich überschüssige Wasserstoffionen mit Säurewirkung vorliegen. Das Auftreten von kalklösender (aggressiver) Kohlensäure in Wässern führt ebenfalls zur Zersetzung von Beton. Beim Zersetzungsvorgang wird das schwerlösliche Calciumcarbonat (Kalk) in leichtlösliches Calciumhydrogencarbonat umgewandelt.
Beim Auftreten von Ammoniumsalzen werden schwerlösliche Verbindungen durch Kationenaustausch in leichtlösliche Verbindungen umgewandelt. Eine weitere Form der Betonzersetzung ist bei Magnesiumchlorid als Wasserinhaltsstoff gegeben. Das Magnesiumchlorid reagiert mit dem Calciumhydrat des Betons unter Bildung von Magnesiumhydroxid (gallertartige Masse) und dem löslichen Calciumchlorid. Zu den betonschädlichsten Wasserinhaltsstoffen gehören Sulfate. Aus einigen Kalkverbindungen entstehen beim Vorhandensein von Sulfaten unter erheblicher Volumenvergrößerung Calciumaluminatsulfate, die zu einer Zerstörung (Aufplatzen) des Betons führen (auch bekannt als Zementbazillus oder Betontreiben).

## Angriffsgrade
Die Beurteilung der Betonaggressivität von Wässern erfolgt nach DIN 4030. Es werden folgende Angriffsgrade unterschieden:
| Untersuchungsparameter                | XA1 (schwach angreifend) | XA2 (stark angreifend) | XA3 (sehr stark angreifend) |
| ------------------------------------- | ------------------------ | ---------------------- | --------------------------- |
| pH-Wert                               | 6,5–5,5                  | 5,5–4,5                | 4,5-4,0                     |
| kalklösende Kohlensäure (CO2) in mg/l | 15–40                    | 40–100                 | über 100                    |
| Ammonium (NH4) in mg/l                | 15–30                    | 30–60                  | 60–100                      |
| Magnesium (Mg) in mg/l                | 300–1000                 | 1000–3000              | über 3000                   |
| Sulfat (SO4) in mg/l                  | 200–600                  | 600–3000               | 3000–6000                   |

Um Beton vor chemisch-physikalischen Angriffen durch Wasserinhaltsstoffe zu schützen, werden bei der Herstellung des Betons besonders kalkarme Zemente (Eisenportlandzement, Hochofenzement, Trasszement) oder spezielle sulfatbeständige Zemente verwendet. Weiterhin wird die Dichtigkeit des Betons erhöht, um den Widerstand gegen chemische Angriffe zu verbessern.